# Félszeműség
A félszeműség, egyes szövegkörnyezetekben egyszeműség, orvosi nevén monophthalmia, kyklopia. Szűkebb értelemben a kettő közül az egyik szemgolyó hiányát jelenti. Tágabb értelemben akkor is félszeműségről van szó, ha az érintett egyik szeme vak.
A félszeműség miatt nemcsak hogy beszűkül a látótér, hanem elvész a térlátás képessége is, aminek két képre van szüksége ahhoz, hogy lehetővé tegye a mélység érzékelését. Minél fiatalabb az érintett, annál könnyebben alkalmazkodik ehhez az állapothoz. Az alkalmazkodásban nagyok az egyéni különbségek, de az orvostudomány és a gyógypedagógia nem vesz tudomást azokról, akik rosszul alkalmazkodnak ehhez az állapothoz. A legnevezetesebb rosszul alkalmazkodó példa az a férfi, akinek 2006-ban rendőrök lőtték ki a szemét. Évekig nem tudott alkalmazkodni a félszeműséghez, végül öngyilkos lett. Mások viszont annyira megszokják, hogy még jogosítványt is szereznek.

## Történelmi személyiségek

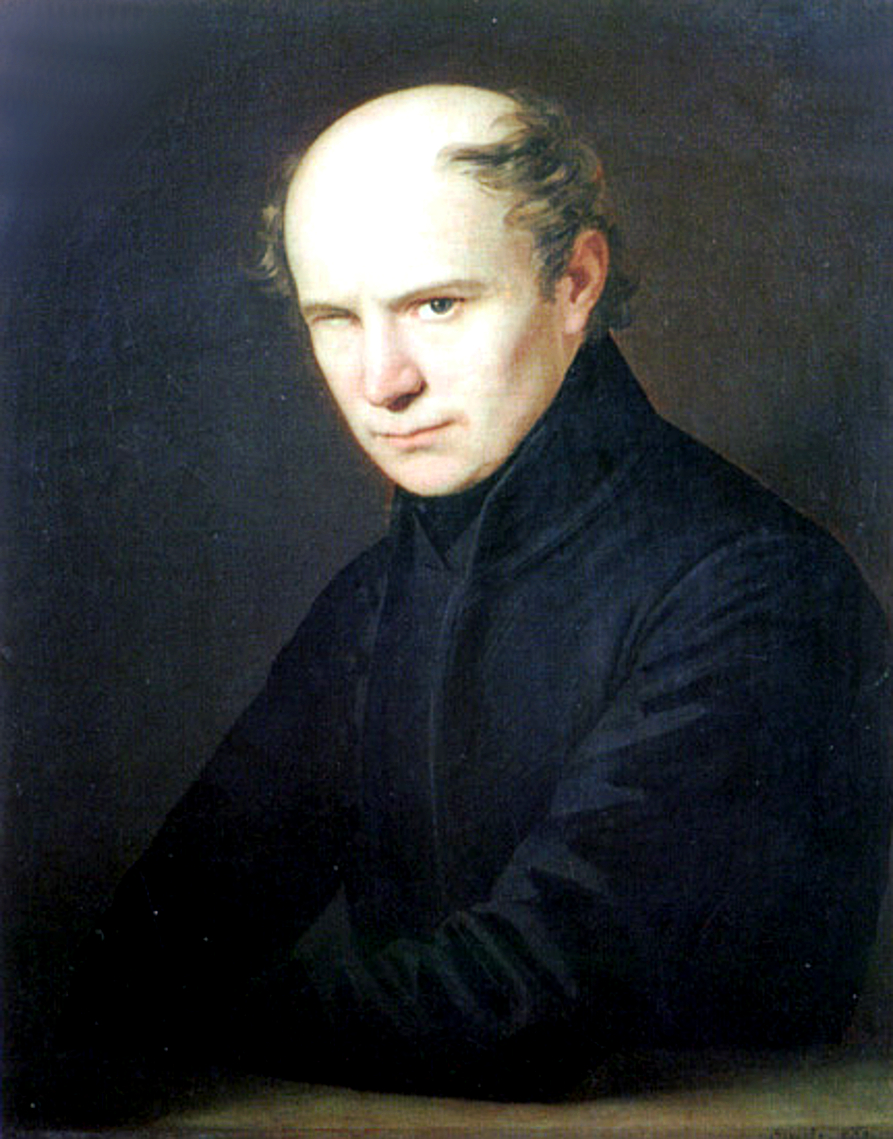
Kölcsey Ferenc

Kölcsey Ferenc bal szeme világát gyermekkorában feketehimlő következtében veszítette el, ám a róla készült festmény fordítva ábrázolja ezt.
Hitler egyik merénylője, Stauffenberg is a jobb szemét vesztette el.
Nagy Sándor apja, II. Philipposz makedón király egy csatában sebesült meg, akárcsak I. Antigonosz makedón király.
Moshe Dajan izraeli védelmi miniszter szemkötőjével az 1960-as és az 1970-es évek ismert személyisége volt.

## Mitológiai lények

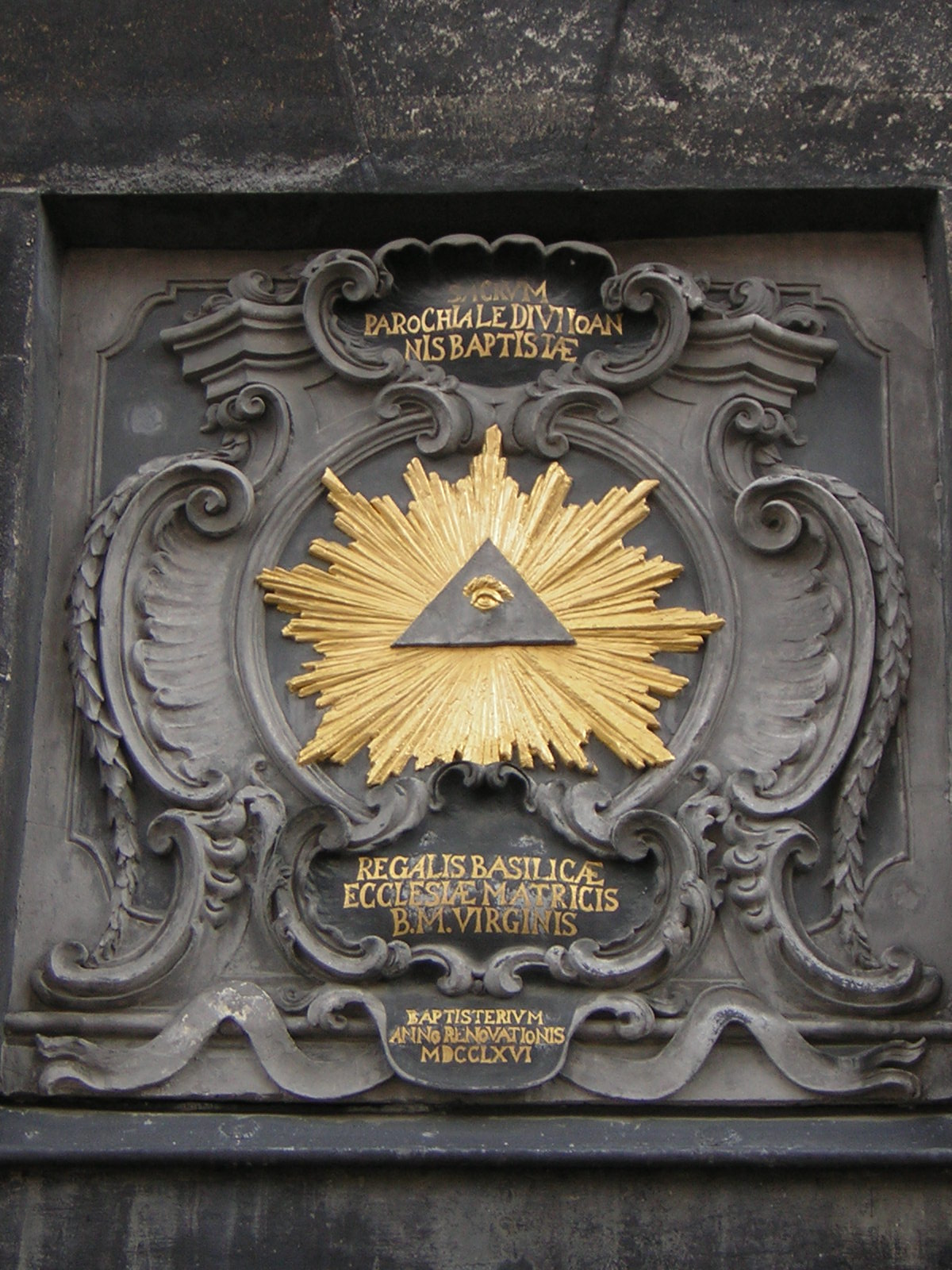
Isten mindent látó szeme

A görög mitológiában a Graiák hármasikrek voltak, akik összesen csak egy szemmel és egy pár foggal rendelkeztek, és egymás között cserélgették ezeket. Perszeusz ellopta a szemüket, és ezzel kényszerítette őket arra, hogy megmutassák az utat.
Náluk közismertebbek az egyszemű küklópszok. Polüphémoszt Odüsszeusz vakította meg, és ehhez elég volt az egyetlen szemét kiszúrnia. A küklópsz elnevezés a kerek szemre utal. A vázákon azonban úgy látszik, mintha nekik is két szemük lenne, mert az embereket és más emberszerű lényeket profilból ábrázolták, de a szemet szemből. Más festmények és a szobrok az orrhegyre helyezik az egyetlen szemet, vagy a homlokon egyetlen nyitott, és szemmagasságban két zárt, vak szemet mutatnak. Az Odüsszeia történetében az egyetlen szem kiszúrása megvakította Polüphémoszt.
A küklópszokról szóló történetek eredetéről különféle elméletek szólnak. Ezeket a történeteket elefántcsontvázak ihlették, ahol a koponyán az ormánynyílást szemnyílásnak vélték. Egy másik lehetőség a mofetták eredetének megmagyarázása. Az Odüsszeia megvakítási jelenetében a szemgolyó kifolyását kísérő hangok a mofetták hangjához hasonlíthatók.
A kelta Odin, más néven Lugh főistent a rómaiak Mercuriussal azonosították. Hollók és farkasok követték. Feladata a halottak túlvilági ítélőszék elé való elkísérése volt. Fél szemét a titkos tudás megszerzéséért áldozta fel.
A kelta Thidreksaga szerint Hagen a Waltherral vívott párbajban vesztette el szemét. A Walthariusban (1395–1398) más sérüléseket is szerzett: ellenfele felhasította ajkát, és hat fogát is kiütötte. A Nibelung-dalban Hagen fekete hajú, dús szemöldökű, és fél szeme feketén villog.
A félszeműség mindezekben a történetekben félelmetesnek és fenyegetőnek hat.
A kereszténységben Isten mindent látó szemét páratlanul szokták ábrázolni egy háromszögben, ami a Szentháromságra utal. Az egyiptomi Hórusz-szem szintén pozitív jelentésű, mindentudást, bölcsességet, sérthetetlenséget és örök termékenységet jelképez.

## Mesék, szólások, közmondások
Egy lengyel mesében a Szükség egy vén boszorkány, akinek egy szeme van, mint a küklopszoknak, és megvakítják, de végül ő taszítja szükségbe megvakítóját, aki elveszti a fél kezét, ezért nem tudja folytatni kovácsmesterségét. Ez a mese azt magyarázza, hogy miért ér a szükség utol egyes embereket, míg másokat nem, függetlenül attól, hogy milyen szorgalmasan dolgoznak. A római Justitia istennőt hasonló megokolásból, de pozitív értelemben ábrázolják bekötött szemmel, elfogulatlansága miatt.
A Vörös tehénben és az Egyszemű, kétszemű, háromszemű Grimm-mesében az egyszemű és a háromszemű nővér a normál látásmódtól és a helyes ítéletalkotástól való eltérést jelenti, ami az irigység forrása és ebből eredő gonoszságuk ábrázolása.
A Vakok között félszemű a király közmondás azt jelenti, hogy rosszak között a kevésbé rossz vagy a közepes minőség jobb híján a legjobb.

## Az irodalomban
A Bibliában a szem az öröm és a vágyak székhelye. A fél szem elvesztése, vagy bármely bűnre vivő testrész elvesztése erkölcsi értelemben a kisebbik rossznak számít a kárhozattal szemben. Lásd Máté 5:29, Márk 9:47. 
Ez a provokatív követelmény a szexuális begerjedés ellen figyelmeztet. Órigenész ennél sokkal célzottabban járt el, amikor megszabadult férfiasságától. Jacques de Vitry egy írása szintén a Bibliára utal, amikor egy nemes megkíván egy apácát a szép szemei miatt, és az apáca mindkét kiszúrt szemét elküldte neki. Sigmund Freud a szem elvesztésétől, a megvakulástól való félelmet E. T. A. Hoffmann egy műve (A homokember) alapján rejtett kasztrációs félelemként magyarázza. Marco Polo utazásaiban szerepel egy mesterember, aki egyszer nézett vággyal idegen nőre, és ezért kivájta a fél szemét.
Az epidauroszi Aszklépiosz-szentélybeli csodás gyógyításai között számon tartják az athéni Ambrószia történetét, akinek megvoltak a szemgolyói, de fél szemére vak volt. Felkereste a szentélyt, de először még gúnyolódott az ott olvasott történeteken. Miközben aludt, Aszklépiosz felnyitotta a vak szemet, és gyógyító folyadékot öntött bele. Reggelre mindkét szemére látott. Örömében ezüstdisznót ajándékozott a szentélynek. Az efféle történetek népszerűek voltakaz ókori görög világban, és a csodák mellett a szentély látogatóit is további bőkezű ajándékozásra sarkallta.
A 20. századig az irodalomban gyakran jelentek meg félszeműek, mivel sokan vesztették el fél szemüket háborúban vagy munka közbeni balesetben.
Otfried Preussler Krabat a fekete malomban című művében a gonosz mester az ördöggel kötött szövetségét pecsételte meg fél szeméről való lemondással. A félszeműség ettől kezdve a mester attributumává válik.
Az orvosi ellátás javulása és a védőintézkedések hatására a szem elvesztése ritkábbá vált, ezért az irodalomban is kevesebbszer jelennek meg félszeműek. Főként rajzfilmeken, képregényekben fordul elő. A rajzfilmekben Mr. Beannek gyakran van dolga egy félszemű macskával.
Ismert a fél szemét kendővel eltakaró kalózkapitány kliséje. Megjelenik az Asterix könyvekben is, de egy jelenetben kiderül, hogy a kendő egy jól látó, de a sötéthez alkalmazkodott szemet takar.